# ريج هيغينز
ريج هيغينز (بالإنجليزية: Reg Higgins)‏ هو لاعب اتحاد الرغبي بريطاني، ولد في 11 يوليو 1930 في ويدنس ‏ في المملكة المتحدة، وتوفي في 1979 في Frodsham ‏ في المملكة المتحدة.

## وصلات خارجية
- ريج هيغينز عل موقع إسبنسكروم (الإنجليزية)